# Dorcatoma palmi
Dorcatoma palmi is een keversoort uit de familie klopkevers (Anobiidae). De wetenschappelijke naam van de soort is voor het eerst geldig gepubliceerd in 1996 door Zahradník.